# Yngve Magnusson
Yngve Gustaf Adolf Magnusson, född 6 november 1903 i Stockholm, död 22 juni 1995 i Söderhamn, var en svensk präst.
Efter studentexamen 1923 blev Magnusson teologie kandidat vid Lunds universitet 1931 och prästvigdes i Uppsala samma år. Han blev tillförordnad kyrkoherde i Enköpings-Näs församling 1934, kyrkoadjunkt i Norrtälje församling 1937, komminister i Söderhamns församling 1941 och var kyrkoherde där 1958–1969.
Magnusson författade artikeln Hemligheten med "svarta tavlan" i Söderhamns kyrka (i "Hälsingerunor", 1968) och skriften Söderhamns församling 1635–1980 (1980).